# Primo Sarti
Primo Sarti (Ravenna, 23 luglio 1909 – Mar Tirreno, 10 aprile 1944) è stato un militare e marinaio italiano, decorato di medaglia d'oro al valor militare alla memoria durante il corso della seconda guerra mondiale.

## Biografia
Nacque a Ravenna il 23 luglio 1909. Conseguì il diploma di capitano marittimo presso l'Istituto nautico di Genova, e poi fece domanda per frequentare il corso allievi ufficiali di complemento presso la Regia Accademia Navale di Livorno. Nominato guardiamarina nel 1928, l'anno successivo fu promosso sottotenente di vascello, venendo congedato per fine ferma nel dicembre 1933.
Fu richiamato in servizio attivo nel gennaio 1935, per partecipare alla campagna italo-etiopica, conducendo quindi missioni speciali durante la guerra di Spagna. Promosso  tenente di vascello nel 1937, partecipò alle operazioni militari per l'occupazione dell'Albania nell'aprile del 1939. Assunse il comando, nel 1940, della torpediniera Cesare Abba, con la quale fu impegnato nella scorta di convogli, che gli valse il passaggio in servizio permanente effettivo per meriti di guerra.
Nel giugno del 1941, decorato di Medaglia di bronzo al valor militare, fu destinato in servizio al Gruppo motonavi veloci a Napoli, assumendo il comando del piroscafo Humanitas. L'armistizio dell'8 settembre 1943 lo colse nel porto di Bastia, Corsica, dove rimase  ferito in uno scontro con i tedeschi, quando questi tentarono inutilmente di impossessarsi della sua nave. Ricoverato in ospedale dapprima a Bastia e poi a Luras, una volta ristabilitosi e decorato con una Medaglia d'argento al valor militare, il 6 novembre del 1943 fu destinato alla flottiglia MAS di base a La Maddalena.
Il 10 aprile 1944, mentre a bordo del M.A.S. 505 stava navigando alla volta di Bastia, per assumere un nuovo incarico, fu ucciso da alcuni marinai ammutinatisi. I sottufficiali Giuseppe Cattaneo e Adelchi Vedana, e i sottocapi Antonio Cesare Dorio, Egidio Silvestri e Federico Azzalin Altovillo si impossessarono dell'unità con le armi, e, oltre a lui uccisero anche il comandante del M.A.S., sottotenente di vascello Carlo Sorcinelli, e il capitano di fregata Marcello Pucci Boncambi, ferendo anche un altro sottufficiale, e diressero poi per Porto Santo Stefano, dove consegnarono il MAS ai tedeschi. Questi ultimi disposero che le salme dei tre ufficiali fossero tumulate nel cimitero di Orbetello con tutti gli onori militari, alla presenza di un picchetto armato italo-tedesco. Tutti e tre gli ufficiali furono successivamente decorati con la Medaglia d'oro al valor militare alla memoria.
Appena saputo del fatto il principe Junio Valerio Borghese, comandante della X MAS della Marina Nazionale Repubblicana, diede ordine di arrestare e processare gli esecutori materiali dell'assassinio, ma essi erano già stati scarcerati dai tedeschi, malgrado le furiose proteste della marina della RSI, dopo aver passato un breve periodo di detenzione nel carcere di Perugia. Dopo la fine della guerra la sua salma venne esumata il 10 luglio 1945 e sottoposta ad autopsia, e il processo agli autori materiali, nel frattempo emigrati nelle Americhe, iniziò a La Spezia il 23 maggio 1947. Dopo undici anni, i due autori principali del fatto, Giuseppe Cattaneo e Federico Azzalin Altovillo, furono condannati a trenta anni di carcere, che per effetto delle varie amnistie e condoni si ridussero a due.

### Annotazioni
1. ↑  Gli ammutinati offrirono a Sarti di arrendersi, ma lui gli affrontò pistola in pugno e fu stroncato da una raffica di mitragliatrice.

### Fonti
1. 1 2 3 4 5 6  Marina Difesa.
2. 1 2 3 4 5  Combattenti Liberazione.
3. ↑  Tasselli 1997, p. 34.
4. 1 2 3 4 5 6 7 8 9  Tasselli 1997, p. 35.
5. ↑   Sarti Primo, su Quirinale.it. URL consultato l'8 novembre 2018.